# Lavinia Schulz
Lavinia Schulz, nata Lavinia Berta Schulz, (Lübben, 23 giugno 1896 – Amburgo, 19 giugno 1924) è stata una ballerina e attrice tedesca.

## Biografia
Non si conosce a fondo la storia di questa ballerina che ha rivoluzionato la danza espressionista nei primi anni Venti del Novecento. Sembra che a 14 anni abbia dovuto subire un delicato intervento chirurgico ad un orecchio che la costrinse per quasi un anno a riposo. A 16 anni, nel 1912, arrivò a Berlino probabilmente per studiare pittura, anche se non sappiamo né dove né come vivesse in quel periodo, però si presuppone, dai suoi disegni che avesse avuto un insegnamento accademico. Inoltre, in questo stesso periodo è assai probabile che abbia studiato recitazione e danza.
Entrò a far parte della cerchia dell'importante rivista Der Sturm del gallerista ed editore Herwarth Walden, vero nome Georg Lewin (1878-1941). Rivista nella quale pubblicarono la poetessa e scrittrice Else Lasker-Schüler, moglie di Walden, gli artisti Kurt Schwitters, Vasilij Kandinskij, Oskar Kokoschka ed altri ancora.
L'artista e costumista, amico di Walden, Lothar Schreyer (1886–1966), diede a Lavinia un lavoro nel loro teatro Sturmbühne, prima come costumista e sarta, ma dopo poco tempo fu convinto da Lavinia del suo talento nella recitazione e nella danza. Secondo quanto ha raccontato Schreyer nelle sue memorie Erinnerungen an Sturm und Bauhaus, (1956), nel 1918, in uno spettacolo drammatico Sancta Susanna, scritto da August Stramm, considerato uno dei primi espressionisti tedeschi, era prevista una scena di nudo che scandalizzò il pubblicò presente, per quanto Lavinia portasse un mini bikini e gli spettatori fossero dei sostenitori del teatro stesso, congetturando che probabilmente fosse lo stesso regista Schreyer ad aver ingigantito l'episodio. Del resto, occorre anche prendere le "distanze" dalle sue dichiarazioni che tendono a mettere in evidenza certi aspetti violenti, ed i litigi della coppia, che probabilmente segnarono la separazione dalla sua talentuosa allieva nel 1921.
Non sappiamo con precisione come andarono le cose, possiamo solo affermare che mentre politicamente Berlino fosse una città turbolenta, Amburgo era una città più tranquilla ed infatti, nel 1919 Schreyer decise di trasferirsi fondando il teatro Kampfbühne, chiedendo a Lavinia di seguirlo.
Ad Amburgo, Schulz conobbe Walter Holdt, nato il 20/12/1899 ad Amburgo, il quale proveniva da una famiglia di commercianti. Era entrato a far parte del teatro essendo un ballerino molto dotato anche se oltre a questo non sappiamo altro. Il 30 agosto 1921 si sposarono in segreto temendo che i rispettivi genitori fossero contrari al matrimonio. Dallo stesso anno, le loro esibizioni sono state accompagnate dalle composizioni musicali del musicista e pianista d'avanguardia Hans Heinz Stuckenschmidt, con il quale hanno condiviso il loro appartamento per due anni in un seminterrato, che era anche la sala prove e studio per la realizzazione delle maschere.
Tuttavia, quando Schreyer fu invitato da Walter Gropius nel 1921 ad insegnare al Bauhaus, egli chiuse il suo teatro e per il duo Schulz/Holdt si aprì un nuovo capitolo. In ogni caso Schulz scrisse in una nota che, secondo lei, l'espressionismo andava bene per le macchine e per l'industria. Il duo condusse una vita austera nel loro seminterrato dove non c'era il pavimento, il letto o l'acqua calda; dormivano sulla paglia e si dedicavano alla costruzione dei costumi e alla danza con le maschere autocostruite, quasi ossessionati dalla ricerca di una identità arcaica e nordica, lontana da quella biblica ed ebraico-cristiana. Hans Heinz Stuckenschmidt annotò nella sua autobiografia ciò che Lavinia gli aveva detto la prima volta che si incontrarono: "Povertà, fame, freddo, paesaggio nordico con neve, ghiaccio e catastrofi: quello era il suo mondo, e con Holdt lo trovò".
I Ballerini mascherati, come ormai erano conosciuti in quella che veniva definita la Hamburgische Sezession (Secessione di Amburgo), cui aderirono 55 artisti di varia provenienza e che fu sciolto nel 1933 dai nazisti, erano una realtà nota nella Germania in quel periodo. Le esibizioni di Schulz e Holdt raggiunsero il culmine in almeno due dei festival considerati leggendari dell'arte espressionista: forse al "Curio-Haus" di Amburgo nel 1921, ma di sicuro nel 1922 al "Der himmlische Kreisel" (La trottola celeste) e nel 1924 al "Cubicuria - die seltsame Stadt" (la strana città); quest'ultima è stata la loro ultima esibizione. In queste mostre e spettacoli gli organizzatori ed i visitatori erano artisti famosi e importanti come ad esempio: Fritz Kortner, Gustaf Gründgens, Klaus ed Erika Mann, Hans Leip, Hans Henny Jahnn e tanti altri.

## La fine
In linea di principio non si facevano pagare per le loro esibizioni, come se ciò corrompesse la loro arte. Schulz una volta osservò: "L'intelletto e il denaro sono due poli ostili". Lui si ammalò e dovette interrompere le sue prestazioni nei club importanti. Tra l'altro, anche il sostegno della famiglia di lei venne meno poiché suo padre aveva investito azioni in titoli di guerra che persero totalmente di valore e si ritrovò rapidamente in miseria. Lavinia rimase incinta e riusciva a malapena a cucire. Per l'affitto li aiutava l'amico Emil Nolde.
Quando nacque il figlio Hans Heinz nell'estate del 1923, Stuckenschmidt lasciò il monolocale. Durante lo spettacolo “Cubicuria” del 1924 i ballerini mascherati si mostrarono per l’ultima volta. Holdt non lasciava che raramente l'amaca e non trovava più la forza per il lavoro o l'arte. Un amico giornalista scrisse più tardi che stavano “letteralmente morendo di fame” dal maggio 1924 in poi. La mattina del 18 giugno 1924, Lavinia Schulz prese una rivoltella, la puntò alla tempia di Holdt e premette il grilletto, poi corse dai vicini per dir loro di aver sparato al marito. Tornata nell'appartamento sparò contro se stessa, morì il giorno seguente per le gravi ferite. Il figlio di quasi un anno giaceva illeso nella culla e fu adottato dai genitori del padre. Seppe della sorte dei genitori soltanto da adulto.
Permangono dubbi sulle cause che determinarono la decisione della morte di entrambi: se si trattò di un duplice suicidio oppure se fu una decisione della sola Lavinia e se la mancanza di possibilità di sostentamento fosse stata la causa scatenante compresa la malattia di cui soffriva il marito. La coppia era conosciuta ed i giornali ne parlarono poi calò il silenzio.

## Stile della danza e delle maschere
Nel suo volume la storica dell'arte Athinia Chadzis che ha riproposto uno degli spettacoli, con i costumi, perfettamente copiati dagli originali restaurati, della celebre coppia, spiega ciò che Lavinia scisse su di essi: "ha anche detto che per lei era importante che queste maschere fossero fatte di questo materiale pesante, ruvido, a volte poco pratico, perché quello era l'unico modo in cui la maschera poteva dettare come mi muovevo".
Le parti delle maschere consistevano principalmente in teste per lo più rettiliane, insettoidi o robotiche, mentre il resto dei costumi comprendeva eccentrici patchwork di design, colori e materiali per trasmettere l'impressione di corpi assemblati da strutture frastagliate e contraddittorie. La coppia ha costruito i propri modelli con materiali diversi: legno, pelle, corda, filo metallico, tela, stoffa, filato, argilla, cartone, vari tipi di metallo, rifiuti industriali e gesso. I costumi erano spesso piuttosto pesanti e difficili da indossare, ma anche dura espressione di lotta. A noi, tuttavia, i costumi rivelano una qualità soprattutto di un grottesco demoniaco, quasi fumettistico, anziché di ferocia spaventosa. I nomi che sono stati loro attribuiti appaiono eccentrici, quasi fossero animali misteriosi: "Tobaggan", "Springvieh", "Technik" e così via. Schulz e Holdt coltivarono una coscienza che in una qualche misura fece associare l'astrazione alle forme organiche redentrici della natura e del mondo animale. L’estetica della danza sembra incorporare un potente masochismo in uno stile basato su diverse intensità dello strisciare, pestare i piedi, accovacciarsi, inginocchiarsi, inarcarsi, camminare a grandi passi, affondare e saltare.

## Riscoperta
Un anno dopo la loro morte violenta, il Museum für Kunst und Gewerbe (Museo di Arti e Mestieri) commemorò il lavoro della coppia di artisti, attraverso i loro costumi. Poi tutto scomparve in soffitta. Passarono più di 64 anni prima che qualcuno aprisse nuovamente le scatole contenenti i costumi e accanto ai costumi fossero ritrovati appunti, note, lettere, disegni. In realtà, quegli scatoloni rimasero in soffitta senza che nessuno si interessasse a loro fino al 1988, neppure da parte degli eredi, sfuggendo anche alla follia distruttiva dei nazisti. Così anche i nomi dei protagonisti finirono nell'oblio. I costumi, le fotografie, le lettere, disegni ed i materiali di Lavinia Schulz e Walter Holdt sono conservati presso il Museum für Kunst und Gewerbe di Amburgo.
Nel 2022 la Biennale di Venezia ha dedicato spazio alla danza e ai costumi di Schulz e Holdt raccontando che questa scoperta ha rivelato che il loro lavoro è una testimonianza significativa della fantastica creatività e abilità artistica della cultura della danza dell’era della Repubblica di Weimar.
Lavinia Schulz è considerata la più importante ballerina d'avanguardia degli anni di Weimar.

## Galleria d'immagini

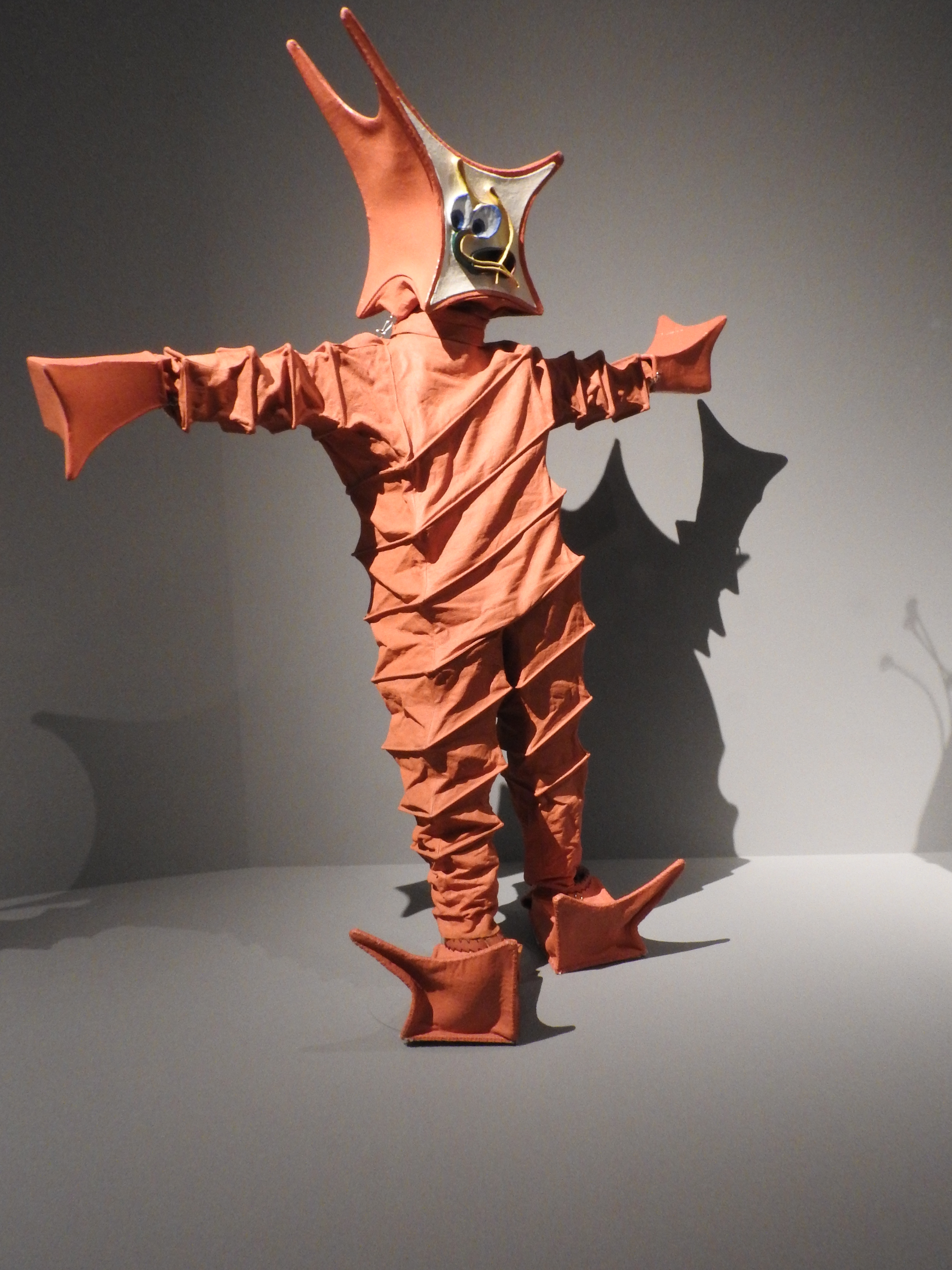
Copia del costume originale "Springvieh"
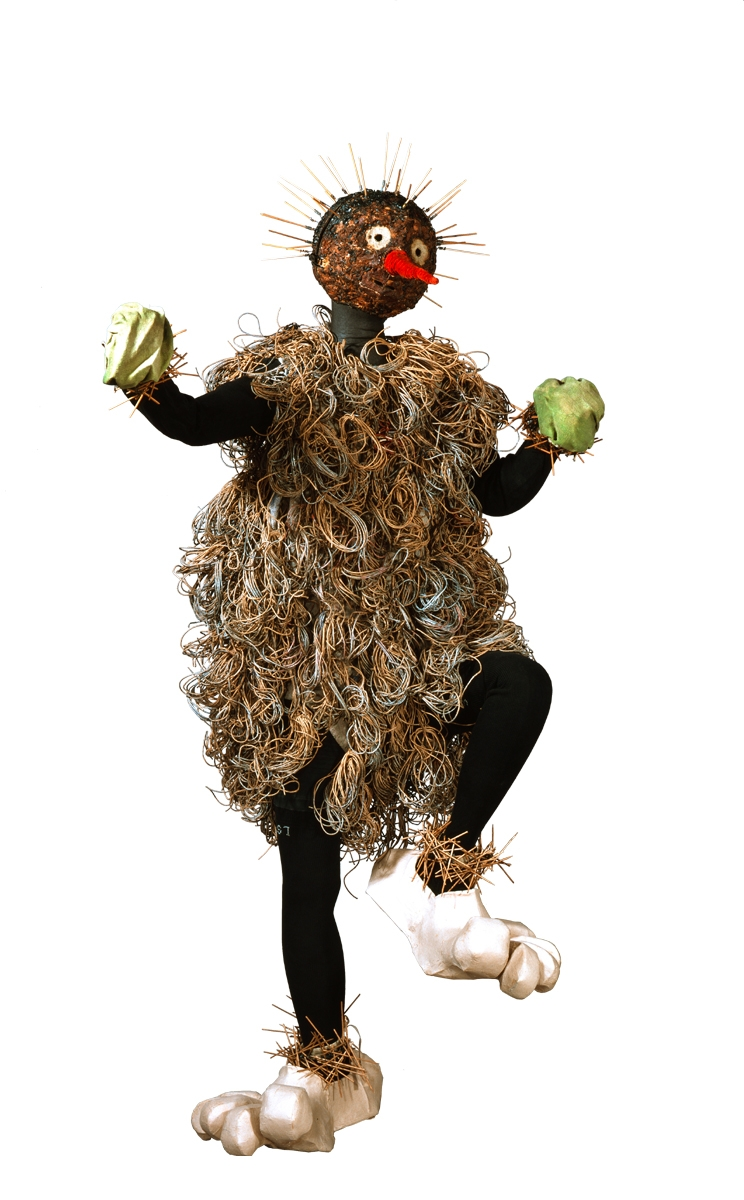
Maschera del costume "Bibo"
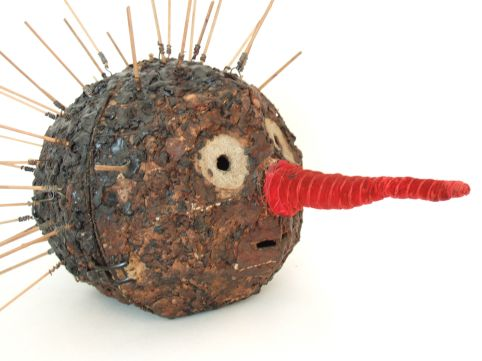
Testa di "Bibo"
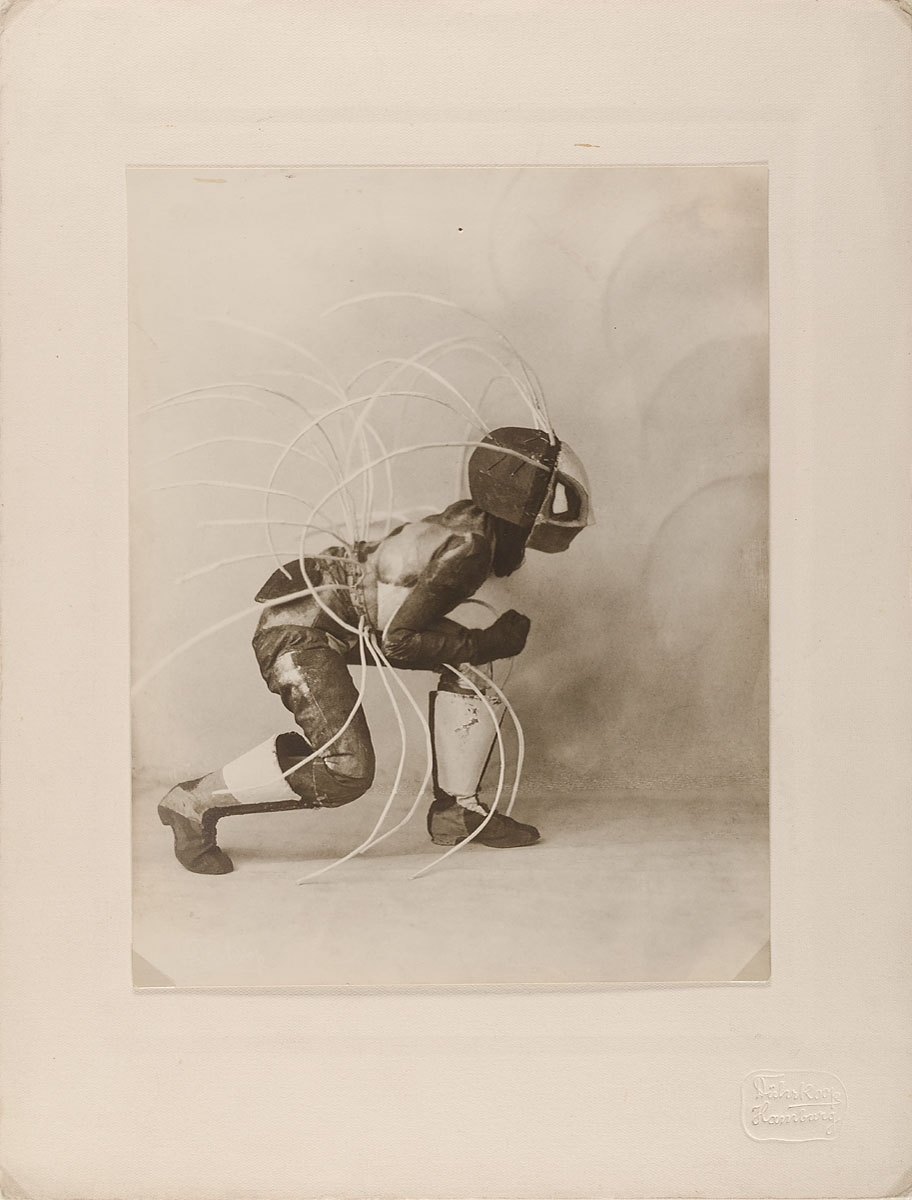
Lavinia Schulz con la maschera "Toboggan" in una foto di Minya Diez-Dührkoop, 1924
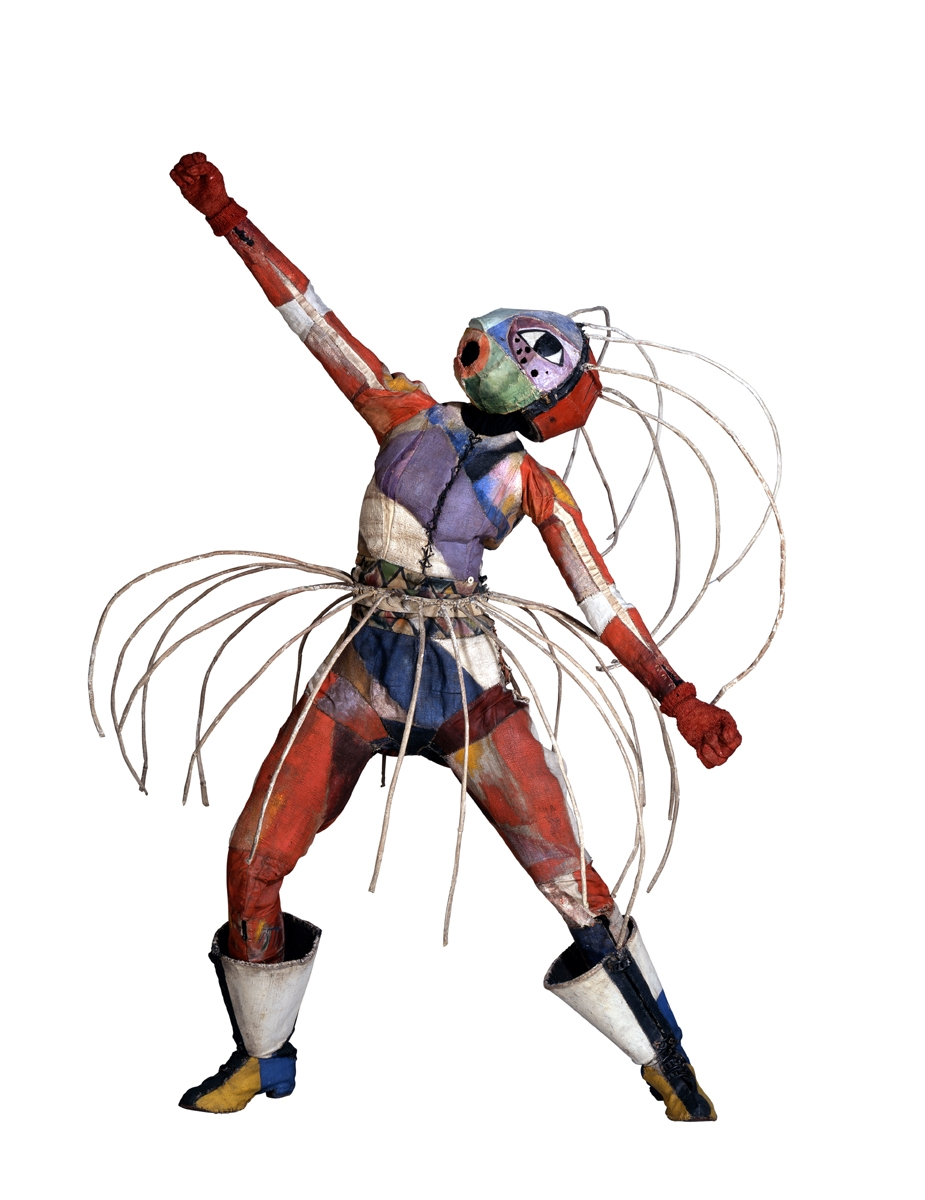
Maschera denominata "Toboggan donna"
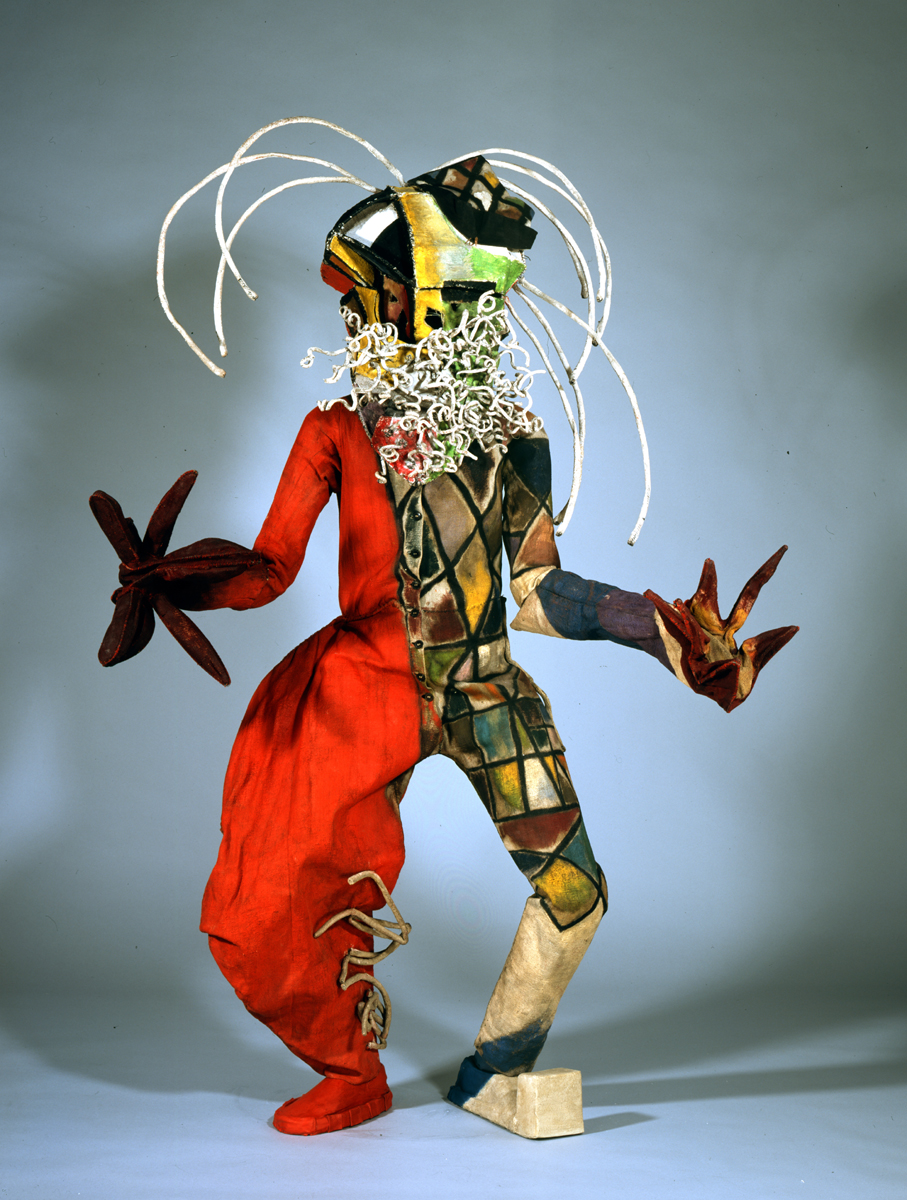
Maschera denominata "Toboggan uomo"
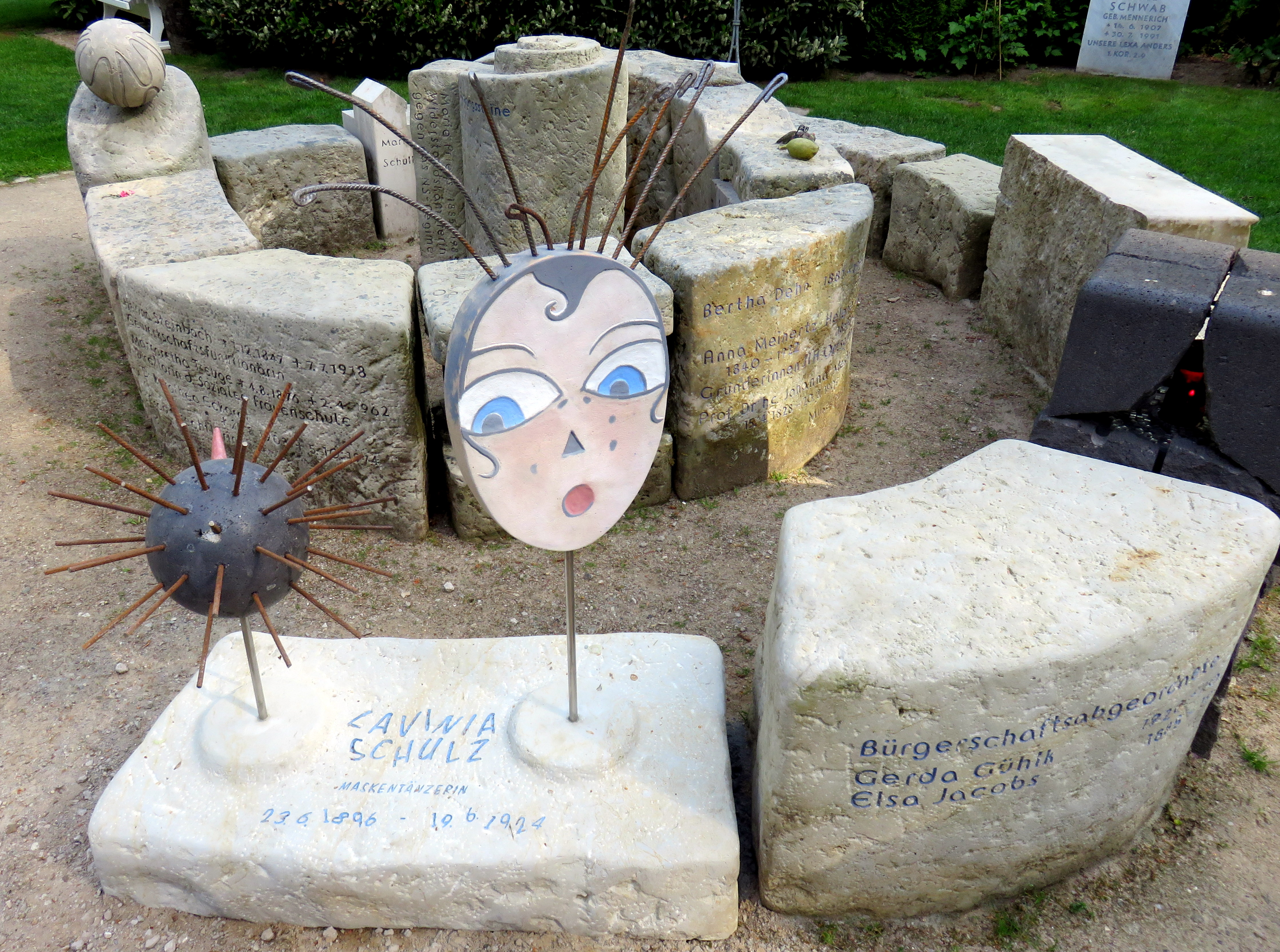
Lapide commemorativa di Lavinia Schulz nella spirale del ricordo nel giardino delle donne del Cimitero di Ohlsdorf ad Amburgo